# Banco di gyro d’affrancatione
Die Banco di gyro d’affrancatione war ein deutsches, mit dem Recht der Banknotenausgabe ausgestattetes Kreditinstitut zur Zeit der Aufklärung mit Geschäftssitz in Köln.

## Allgemeines
Die Banco di gyro d’affrancatione war eine Zettelbank. Das Wort „affrancatione“ (Affrancation) stand für Befreiung, Schuldenbefreiung oder Kreditablösung. Wie das Wort „gyro“ in den Firmennamen gelangt ist, bleibt unbekannt. Die Bank sollte der „Abhelfung der durch den Krieg veranlassten Geldverlegenheiten und zur Befriedigung der vielen Gläubiger“ dienen. Sie galt als erste Zettelbank des Reichs, deren ausgegebene Bancozettel die Funktion von Banknoten besaßen und auf der Passivseite der Bankbilanz ausgewiesen waren. Ihre Verzinslichkeit verlieh ihnen auch den Charakter einer Anleihe.

## Entstehungsgeschichte

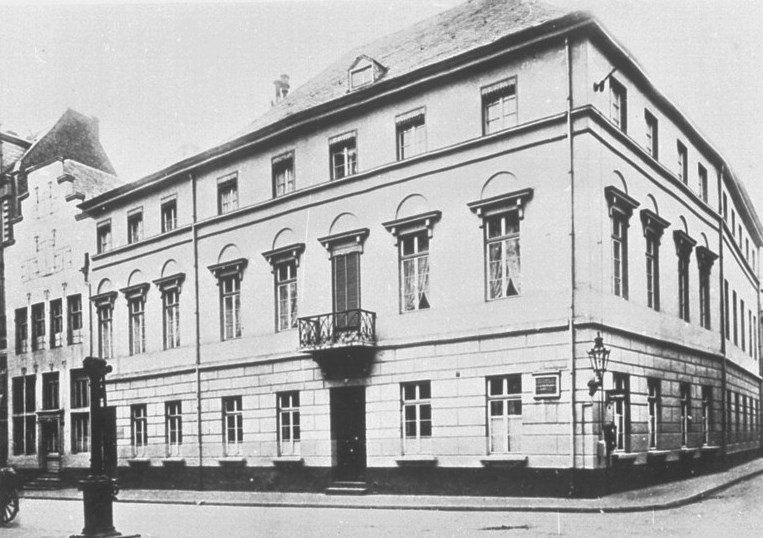
Banco di gyro d’affrancatione, Hohe Pforte Nr. 23 (links neben dem Eckhaus)

Erste Anregungen zur Gründung der Bank gab es durch eine „Churfürstliche Proposition an die Stände“ vom 2. März 1705 durch Kurfürst Johann Wilhelm II. (im Volksmund „Jan Willem“ genannt). Anlass war die Finanzierung der Kriegsschulden. Joseph Jacob van Geldern („Juspa“) beteiligte sich maßgeblich an der Bank. Kurfürst Wilhelm II. bestimmte, dass die Depositen- und Zettelbank ihren Sitz in der „heylig Römischen Reichs freyer statt Cöllen“ haben sollte. Die Bank residierte hier auf der Hohe Pforte Nr. 23, wo der Kölner Hofbankier Johann Heinrich Sybertz (oder Siebertz) die Bancozettel zu „Cölln auf der Hohen Pforten“ einlöste. Die Bank erweiterte das bedeutende Kölner Bankwesen vor der Franzosenzeit.
Die Landstände (die Herzogtümer Jülich und Berg) bewilligten zunächst die Ausgabe von verzinslichen Bancozetteln in Höhe von 106.000 Talern. Sie machten dabei zur Auflage, dass weder sie noch das Land für die Bank haftbar seien. Wilhelm II. akzeptierte vorerst diese Bedingungen und erließ am 27. März 1705 das Diplom für die Banksatzung; zunächst ruhten erst einmal ihre Aktivitäten. Erst am 30. April 1706 wurde eine „Bankinstruction“ mit Benennung der Organe erlassen, am 5. Mai 1706 verlangte Willem von den Deputierten statt der ursprünglich geforderten Zeichnung von 106.000 Talern den in 10 Jahren rückzahlbaren zehnfachen Betrag. Noch im Jahre 1706 gelangten die ersten Bancozettel in Umlauf, insgesamt wurden Bancozettel in Höhe von 1 Million Talern emittiert. Sie waren rechtlich keine Inhaberpapiere, sondern konnten durch Indossament („Giro“ oder „gyro“ im Banknamen) übertragen werden. sie tauchten auch in und um Frankfurt am Main auf. Einer Kölner Stadtverordnung vom 17. April 1706 zufolge hafteten die Landeseinkünfte für die Zahlungsfähigkeit der Bank.
Das Reichskammergericht stellte im Jahre 1713 fest, dass die Kölner Bancozettel als Zahlungsmittel akzeptiert werden mussten. Im August 1713 schuldete die Bank bereits 5 Millionen Taler in ausgegebenen Bancozetteln. Am 16. Dezember 1713 erließ der Kurfürst eine neue Satzung. Eine in Amsterdam aufgenommene Anleihe von 2 Millionen Talern erhöhte die Bankschulden. Zur Rückzahlung versprach der Kurfürst am 3. Juni 1714, dass jährlich 500.000 Taler aus Staatseinnahmen verwendet werden mussten. Im Jahre 1717 belief sich die Schuld an Bancozetteln auf 3,24 Millionen Taler.
Nach dem Tod von Jan Wellem setzten sich unter dessen Nachfolger, Kurfürst Carl Philipp, ab 1717 die Streitigkeiten zwischen den Landesherren und den Ständen weiter fort. Er erlaubte am 28. Januar 1718 die Prolongation der Bancozettel auf weitere 10 Jahre. Erstmals wurden 1733 Zinsen ausgezahlt, wobei jedoch keine Fälligkeit mehr erwähnt wurde (ewige Rente). Die Rücknahme der Bancozettel erfolgte zudem nicht zu 100 % ihres Nominalwerts, sondern mit einem Disagio.
Kurfürst Karl Theodor übernahm Ende 1742 die Herzogtümer Jülich und Berg und damit das Schicksal der Bank. Der Landtag schlug 1750 vor, die Bancozettel nur noch zwischen 50 % und 10 % ihres Nominalwerts einzulösen. 1751 löste die Bank die zwischen 1713 und 1714 emittierten Bancozettel zu 33 1/3 % ihres Wertes ein, 1777/78 zahlte die Bank keinen einzigen Bancozettel zurück.

## Endphase der Bank
In der letzten Landtagssitzung im Sommer 1794 beantragten die Stände die Liquidation der Bank, Gehälter an die Bankangestellten wurden nicht mehr ausgezahlt, die Einlösung von Bancozetteln hörte fast vollständig auf. Die Banco di gyro d’affrancatione dürfte noch während der Franzosenzeit liquidiert worden sein, letzte archivierte Akten stammten aus 1804 („Acta generalia, die Kgl. Banque betreffend“). Obwohl es in der Bank kein Gläubigerverzeichnis gab, verzichtete sie auf eine mögliche Ediktalzitation. Ungeklärt bleibt deshalb auch, wie viele Schulden die Bank nicht mehr zurückzahlen musste und ob ein Liquidationswert übrigblieb.
Am 10. Mai 1798 ging in den Kölner Schreinsbüchern das Eigentum am Bankgebäude auf die Eheleute „Banquier Johann David Herstatt und Adelaide von der Leyen“ über.

## Vorbild für weitere Zettelbanken
Später gab es weitere Zettelbanken, so beispielsweise in Berlin („Bank von Berlin“, 1765), Magdeburg („Magdeburger Privatbank“, 1856), Königsberg („Privatbank zu Königsberg“, 1856) oder Wesel, von denen die Banco di gyro d’affrancatione als die bedeutendste Zettelbank anzusehen ist.